# Brigata alpina "Orobica"
La Brigata alpina "Orobica" era una delle cinque brigate da montagna dell'Esercito italiano, con sede a Merano e schierata nell'Alto Adige occidentale nella Val Venosta.

## Storia
Costituita il 1º gennaio 1953, la Brigata prendeva il nome dalle Alpi Orobie ed era parte integrante del 4º Corpo d'Armata Alpino di Bolzano. L'"Orobica" aveva una forza combattente di circa 3.000 uomini ed il suo compito istituzionale era quello di provvedere, nel periodo della guerra fredda, alla difesa del nord Italia contro un'eventuale aggressione delle truppe del Patto di Varsavia proveniente dall'Austria attraverso il Passo di Resia, il valico del Brennero o il varco di Prato alla Drava-Versciaco.
Facevano inizialmente parte della Brigata il 5º Reggimento alpini e il 5º Reggimento artiglieria da montagna. Il primo Comandante dell'"Orobica" fu il generale Pietro Farello.
L'"Orobica" è stata impegnata in operazioni civili, come il soccorso delle popolazioni nell'Italia centrale nel 1956, l'intervento in occasione del disastro del Vajont del 9 ottobre 1963, il soccorso delle popolazioni terremotate in Friuli nel 1976 e in Irpinia nel 1980 o in interventi militari, come le operazioni di antiterrorismo in Alto Adige negli anni sessanta, in Calabria tra il 1970-'71 e in Toscana, Emilia-Romagna tra il 1968-'77.
Verso la fine del 1962 la Brigata subì un primo riassetto:
- 5º Reggimento alpini con i Battaglioni "Morbegno", "Tirano" ed "Edolo" e la 5ª Compagnia mortai;
- 5º Reggimento artiglieria da montagna con i gruppi "Bergamo", "Sondrio" e "Vestone";
- Comando delle unità dei servizi;
- Plotone alpini paracadutisti;
- Reparto aviazione leggera (RAL).

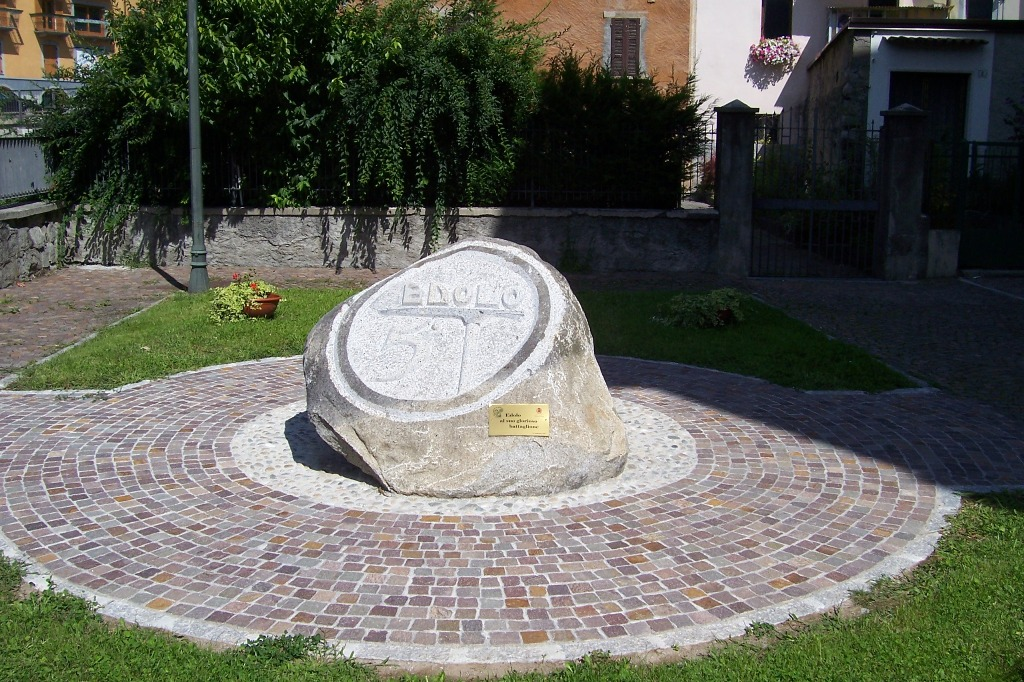
Monumento al Battaglione alpini "Edolo"

Nel 1967 si costituisce il Comando raggruppamento servizi in sostituzione del Comando delle unità dei servizi.
I militari di leva della Brigata venivano reclutati nei distretti dell'Italia del nord-ovest, principalmente in quelli di Bergamo, Brescia, Como, Mantova, Monza e Varese.
Tra gli anni 1968 e '77, i Battaglioni "Tirano" e "Morbegno" furono impiegati con compiti di polizia per sorvegliare la tratta di ferrovia tra Firenze e Bologna al fine di evitare possibili attentati terroristici. Dal novembre 1970 al marzo 1971 il Battaglione "Edolo" fu impiegato nella tratta ferroviaria Bagnara Calabra-Reggio Calabria a seguito dei moti studenteschi a Reggio Calabria.
Nel 1975 la profonda riforma delle Forze armate portò ad una diversa composizione della Brigata:
- Comando Brigata;
- Reparto Comando e Trasmissioni;
- Battaglioni alpini "Morbegno" e "Tirano";
- Battaglione alpini d'arresto "Val Chiese";
- Battaglione addestramento reclute "Edolo";
- Gruppo artiglieria da montagna "Bergamo" e "Sondrio";
- Compagnia genio pionieri;
- Compagnia controcarri;
- Battaglione logistico.

Nel maggio del 1976 la Brigata alpina Orobica partecipò al soccorso delle popolazioni del Friuli colpite da un violentissimo sisma con alpini e artiglieri del Morbegno e del Gruppo Sondrio.
Nel 1979 il Battaglione "Val Chiese" venne disciolto.
A seguito del terremoto in Irpinia del 1980, i Battaglioni alpini "Morbegno" e "Tirano" parteciparono al soccorso delle popolazioni colpite.
All'inizio degli anni novanta a seguito del mutato scenario strategico europeo dovuto allo scioglimento del Patto di Varsavia, iniziò anche la fine della Brigata con lo scioglimento dapprima del Battaglione alpini "Tirano" il 26 marzo 1991 seguito poi il 27 luglio 1991 dalla soppressione dell'Unità.
Gli altri reparti, costituiti dal Gruppo "Bergamo", il Battaglione alpini "Morbegno" e il Battaglione addestramento reclute '"Edolo", passarono alle dipendenze del Comando della Brigata alpina "Tridentina".
Il Battaglione alpini "Morbegno" fu invece reintegrato nel 5º Reggimento alpini della Brigata alpina "Tridentina" nel 1995.
Il Battaglione addestramento reclute "Edolo" fu trasformato nel 1997 invece nel 18º RAR Edolo dipendente direttamente dal Comando Truppe Alpine.

## Reparti

### Battaglioni alpini
- "Morbegno", con sede a Vipiteno
- "Tirano", con sede a Malles
- "Edolo", con sede a Merano
- "Val Chiese", con sede a Vipiteno

### Gruppi d'artiglieria da montagna
- "Bergamo", con sede a Silandro
- "Sondrio", con sede a Vipiteno
- "Vestone", con sede a Merano fino al 1975

### Altri reparti
- "Reparto comando e trasmissioni", R.C.T.O prima alla Caserma Cesare Battisti, poi alla Caserma Leone Bosin con sede a Merano
- "Battaglione logistico", Caserma Cesare Battisti con sede a Merano
- "Compagnia controcarri", Caserma Cesare Battisti con sede a Merano
- "Compagnia genio pionieri", Caserma Cesare Battisti con sede a Merano
- "Plotone carabinieri", presso Villa Acqui con sede a Merano
- "Comando Brigata" presso Villa Acqui con sede a Merano

## Comandanti della Brigata
- Gen. Farello Piero, 1953 - '56
- Gen. Ciglieri Carlo, 1956 - '57
- Gen. Saltini Antonio, 1957 - '58
- Gen. Coisson Stefano, 1958 - '59
- Gen. Sessich Marcello, 1959 - '61
- Gen. Corsini Tito, 1961 - '62
- Gen. Cabigiosu Angelo, 1962 - '64
- Gen. Steffensen Silvio, 1964 - '65
- Gen. Formento Ettore, 1965 - '67
- Gen. Orlando Luciano, 1967 - '68
- Gen. Bernardinis Giovanni, 1968 - '69
- Gen. Vendramini Carlo, 1969 - '70
- Gen. Di Lorenzo Mario, 1970 - '72
- Gen. Peyronel Enrico, 1972 - '74
- Gen. Longo Lorenzo, 1974 - '75
- Gen. Criscuolo Giovanni, 1975 - '77
- Gen. Nardacchione Mario, 1977 - '78
- Gen. Lombardi Ludovico 1978-1979
- Gen. Bori Giancarlo, 1979 - '81
- Gen. Monsutti Pierino, 1981 - '82
- Gen. Manfredi Luigi, 1982 - '83
- Gen. Zanotto Ilenio, 1983 - '85
- Gen. Remotti Paolo, 1985 - '86
- Gen. Bortoloso Pierluigi, 1986 - '88
- Gen. Carrara Elio, 1988 - '90
- Gen. Cicolin Maurizio, 1990 - '91

## Il Coro della Brigata
Il Coro della Brigata Alpina Orobica nasce nel 1977 a Merano per iniziativa del Cappellano Militare Don Bruno Pontalto.
Complesso dotato di ampia consistenza vocale con le singole sezioni ottimamente centrate nel timbro specifico. Vivace e personale l'apporto solistico. La interpretazione rivela una buona musicalità e una misurata creatività. Queste le parole riportate dal mensile dell'Associazione Nazionale Alpini dopo essersi classificato vincitore dell 1º Concorso Cori Alpini alle Armi di Merano. Si esibisce nel territorio nazionale ed estero riscuotendo ambiziosi successi.
Nell'agosto del 1982 si esibisce in Val di Fassa per il Presidente della Repubblica Sandro Pertini. Dopo 10 anni nel 1986 a causa del trasferimento del Cappellano Don Bruno ai reparti militari del Friuli, il Coro chiude un capitolo di indimenticabile storia.
Il Coro militare continua la sua storia sino al 1991, sotto la direzione di militari di leva (come i cori delle altre quattro Brigate Alpine). Il 16 luglio 1988 il Coro, diretto dal C.le Magg. Arturo Folilela del Gruppo Artiglieria da Montagna "Bergamo", canta durante la messa celebrata da papa Giovanni Paolo II alla Lobbia Alta, nel gruppo dell'Adamello, eseguendo, oltre a brani del repertorio alpino, anche un "Alleluja" composto per l'occasione dallo stesso C.le Magg. Nel 1987 alcune sementi buttano radici profonde tanto da replicare 'al civile' quello che si è fatto durante il servizio militare di leva.
Agli inizi del XXI secolo, il Coro civile continua a diffondere la coralità alpina, mantenendo vivo il ricordo della Brigata Alpina Orobica e quella del suo fondatore Don Bruno Pontalto (deceduto il 2 luglio 2016 a Bergamo, città ove risiedeva).